# Let's Dance 2017
Let's Dance 2017 var den tolfte säsongen av TV-programmet Let's Dance som hade premiär i TV4 den 10 mars 2017. Programledare var Tilde de Paula Eby och David Hellenius.

## Nyheter/Händelser
- Thorsten Flinck var en av deltagarna som ursprungligen skulle deltagit i programmet men tvingades på grund av hälsoskäl hoppa av några veckor innan premiären. Flincks ersättare blev Jesper Blomqvist [1].
- Under påskveckan sände TV4 ett avsnitt av "Let's dance" både på skärtorsdagen och på långfredagen. I avsnittet som sändes på skärtorsdagen åkte ingen av deltagarna ut men poängen och rösterna togs med till dagen därpå (TV4 valde att sedan ändra upplägget) konceptet väckte kritik från deltagarna [2].
- Avsnittet av Let's Dance som skulle ha sänts den 7 april ställdes in med anledning av attentatet i Stockholm, avsnittet kom att sändas på torsdagen istället. [3] Den ursprungliga tanken var att det skulle hållas två avsnitt under påskveckan och ingen deltagare skulle tvingas lämna tävlingen på torsdagen vilket ändrades med tanke på det inställda programmet som resulterade i att en deltagare åkte ut på torsdagen och en på fredagen. [4]

## Danser
- Samba
- American Smooth
- Cha cha
- Vals
- Jive
- Tango
- Quickstep
- Rumba

## Tävlande
- Anja Pärson och Calle Sterner [5]
- Samir Badran och Sigrid Bernson [6]
- Anders Öfvergård och Cecilia Ehrling Danermark
- Stina Wollter och Tobias Bader
- Dominika Peczynski och Martin Drakenberg
- Ellen Bergström och Jonathan Näslund
- Johannes Brost och Jasmine Takács
- Mikaela Laurén och Kristjan Lootus
- Messiah Hallberg och Nathalie Davidsson
- Jesper Blomqvist och Malin Watson

Thorsten Flinck skulle ursprungligen varit med och tävlat men fick hoppa av tävlingen innan premiären på grund av hälsoskäl.

## Program

### Program 1
Sändes den 10 mars 2017. Danser som dansades i första programmet var cha cha, samba, tango och vals.
1. Messiah Hallberg och Nathalie Davidsson - Cha cha (Kizunguzungu) - 7 poäng
2. Johannes Brost och Jasmine Takacs - Samba (Somliga går med trasiga skor) - 7 poäng
3. Ellen Bergström och Jonathan Näslund - Vals (Someone Like You) - 14 poäng
4. Jesper Blomqvist och Malin Watson - Samba (I Want You Back) - 14 poäng
5. Dominika Peczynski och Martin Drakenberg - Cha cha (Shout Out To My Ex) - 13 poäng
6. Samir Badran och Sigrid Bernson - Tango (Elektrisk) - 17 poäng
7. Anders Öfvergård och Cecilia Ehrling Danermark - Vals (Stand By Me) - 11 poäng
8. Mikaela Laurén och Kristjan Lootus - Samba (Bara få va mig själv) - 9 poäng
9. Stina Wollter och Tobias Bader - Tango (Castle On The Hill) - 21 poäng
10. Anja Pärson och Calle Sterner - Cha cha (Snacket på stan) - 16 poäng

### Program 2
Sändes den 17 mars 2017. Danser som dansades i det andra programmet var tango, samba, jive och american smooth
Deltagarna nedan står angivna efter startordning
1. Johannes Brost och Jasmine Takács - Tango (No more tears - Enough Is Enough)
2. Anders Öfvergård och Cecilia Ehrling Danermark - Samba (I Got You)
3. Samir Badran och Sigrid Bernson - Jive (Don't Let Me Down)
4. Ellen Bergström och Jonathan Näsund - Samba (This One's for you)
5. Dominika Peczynski och Martin Drakenberg - American smooth (All Of Me)
6. Jesper Blomqvist och Malin Watson - Tango (Din tid kommer)
7. Anja Pärson och Calle Sterner - American smooth (Vita vidder)
8. Mikaela Laurén och Kristjan Lootus - Tango (Someone Who Can Dance)
9. Messiah Hallberg och Nathalie Davidsson - American smooth (I Won't Dance)
10. Stina Wollter och Tobias Bader - Jive (Why'd You Come In Here Lookin' Like That)

#### Juryns poäng
| Nr | Tävlingspar                                    | Poängsumma |
| -- | ---------------------------------------------- | ---------- |
| 1  | Johannes Brost och Jasmine Takács              | 9          |
| 2  | Anders Öfvergård och Cecilia Ehrling Danermark | 16         |
| 3  | Samir Badran och Sigrid Bernson                | 10         |
| 4  | Ellen Bergström och Jonatan Näslund            | 13         |
| 5  | Dominika Peczynski och Martin Drakenberg       | 17         |
| 6  | Jesper Blomqvist och Malin Watson              | 17         |
| 7  | Anja Pärson och Calle Sterner                  | 16         |
| 8  | Mikaela Laurén och Kristjan Lootus             | 14         |
| 9  | Messiah Hallberg och Nathalie Davidsson        | 8          |
| 10 | Stina Wollter och Tobias Bader                 | 19         |

#### Utröstningen
De två par som erhöll minst tittar- och juryröster under de två första programmen var Mikaela Laurén och Kristjan Lootus samt Messiah Hallberg och Nathalie Davidsson.

### Program 3
Sändes den 24 mars 2017. Temat för kvällen var "personligt tema".
Danser som dansades i det tredje programmet var jive, quickstep, vals och cha cha.
Deltagare:
1. Dominika Peczynski och Martin Drakenberg - Jive (Give My Life)
2. Ellen Bergström och Jonathan Näslund - Quickstep (Lagom)
3. Stina Wollter och Tobias Bader - Vals (You Make Me Feel Like - A Natural Woman)
4. Messiah Hallberg och Nathalie Davidsson - Jive (Gold Digger)
5. Samir Badran och Sigrid Bernson - Vals (Bada nakna)
6. Anja Pärson och Calle Sterner - Jive (Glorious)
7. Jesper Blomqvist och Malin Watson - Cha cha (När vi gräver guld i USA)
8. Anders Öfvergård och Cecilia Ehrling Danermark - Quickstep (My house)
9. Johannes Brost och Jasmine Takács - Cha cha (Start me up)

#### Juryns poäng
| Nr | Tävlingspar                                    | Poängsumma |
| -- | ---------------------------------------------- | ---------- |
| 1  | Dominika Peczynski och Martin Drakenberg       | 14         |
| 2  | Ellen Bergström och Jonathan Näslund           | 14         |
| 3  | Stina Wollter och Tobias Bader                 | 17         |
| 4  | Messiah Hallberg och Nathalie Davidsson        | 11         |
| 5  | Samir Badran och Sigrid Bernson                | 18         |
| 6  | Anja Pärson och Calle Sterner                  | 18         |
| 7  | Jesper Blomqvist och Malin Watson              | 15         |
| 8  | Anders Öfvergård och Cecilia Ehrling Danermark | 20         |
| 9  | Johannes Brost och Jasmime Takács              | 12         |

#### Utröstningen
Listar de två par som erhöll minst tittar- och juryröster under programmet.

Den av dessa två som är markerad med mörkgrå färg är den som tvingats lämna tävlingen (den till vänster)".
| Lägst antal poäng                       |                                          |
| Messiah Hallberg och Nathalie Davidsson | Dominika Peczynski och Martin Drakenberg |

### Program 4
Sändes den 31 mars 2017. Temat för kvällen var "jorden runt" där deltagarna fick välja ett land och dansade en dans därifrån.
Danser som dansades i det fjärde programmet var charleston, paso doble, argentinsk tango, mambo, slowfox, bachata, wienervals och flamenco.
Deltagarna nedan står angivna efter startordning 
1. Samir Badran och Sigrid Bernson - Charleston (Dynamite)
2. Ellen Bergström och Jonathan Näslund - Paso doble (Dance With Me)
3. Dominika Peczynski och Martin Drakenberg - Argentinsk tango (Oh what A circus)
4. Johannes Brost och Jasmine Takács - Mambo (Hula Hoop)
5. Jesper Blomqvist och Malin Watson - Slowfox (Photograph)
6. Anders Öfvergård och Cecilia Ehrling Danermark - Bachata (Obsesion)
7. Anja Pärson och Calle Sterner - Wienervals (Waltz of the flowers)
8. Stina Wollter och Tobias Bader - Flamenco (Beautiful Liar)

#### Juryns poäng
| Nr | Tävlingspar                                    | Poängsumma |
| -- | ---------------------------------------------- | ---------- |
| 1  | Samir Badran och Sigrid Bernson                | 15         |
| 2  | Ellen Bergström och Jonathan Näslund           | 21         |
| 3  | Dominika Peczynski och Martin Drakenberg       | 14         |
| 4  | Johannes Brost och Jasmine Takács              | 11         |
| 5  | Jesper Blomqvist och Malin Watson              | 19         |
| 6  | Anders Öfvergård och Cecilia Ehrling Danermark | 20         |
| 7  | Anja Pärson och Calle Sterner                  | 23         |
| 8  | Stina Wollter och Tobias Bader                 | 15         |

#### Utröstningen
De två par som erhöll minst tittar- och juryröster under programmet var Dominika Peczynski och Martin Drakenberg samt Johannes Brost och Jasmine Takács.

### Program 5
Sändes den 13 april 2017. Denna vecka fick deltagarna tillägna sin dans till en speciell person. 
Danser som dansades i det femte programmet var quickstep, american smooth, cha cha och jive.
Deltagarna nedan står angivna efter startordning
1. Anja Pärson och Calle Sterner - Quickstep (Vi mot världen)
2. Jesper Blomqvist och Malin Watson - american smooth (You've Got A Friend In Me)
3. Samir Badran och Sigrid Bernson - Cha cha (Try Everything)
4. Johannes Brost och Jasmine Takács - American smooth (You Make Me Feel So Young)
5. Stina Wollter och Tobias Bader - Cha cha (Lay It All On Me)
6. Ellen Bergström och Jonathan Näslund - Jive (Mama Said)
7. Anders Öfvergård och Cecilia Ehrling Danermark - Jive (En stund på jorden)

#### Juryns poäng
| Nr | Tävlingspar                                    | Poängsumma |
| -- | ---------------------------------------------- | ---------- |
| 1  | Anja Pärson och Calle Sterner                  | 20         |
| 2  | Jesper Blomqvist och Malin Watson              | 24         |
| 3  | Samir Badran och Sigrid Bernson                | 24         |
| 4  | Johannes Brost och Jasmine Takács              | 18         |
| 5  | Stina Wollter och Tobias Bader                 | 16         |
| 6  | Ellen Bergström och Jonathan Näslund           | 28         |
| 7  | Anders Öfvergård och Cecilia Ehrling Danermark | 24         |

#### Utröstningen
De par som erhöll minst tittar- och juryröster under programmet var Johannes Brost och Jasmine Takács samt Ellen Bergström och Jonathan Näslund.

### Program 6
Sändes den 14 april 2017. Denna vecka dansade deltagarna två danser var. Den första dansen var inspirerad av en ikon som deltagarna blivit tilldelade. Den andra dansen var ett Broadway Battle där juryn delade ut poängen 2, 4, 6, 8, 10, 12. 
Danser som dansades i det sjätte programmet var tango, samba,  quickstep och jive.
Deltagarna nedan står angivna efter startordning.
Dans 1
1. Ellen Bergström och Jonathan Näslund - Tango (Perfect Illusion) Ikon: Lady Gaga
2. Anja Pärson och Calle Sterner - Samba (Chained To The Rhythm) Ikon: Oprah Winfrey
3. Samir Badran och Sigrid Bernson - Quickstep (Who's Da' Man) Ikon: Zlatan
4. Jesper Blomqvist och Malin Watson - Jive (In Bloom) Ikon: Kurt Cobain
5. Stina Wollter och Tobias Bader - Quickstep (Främling) Ikon: Mona Lisa
6. Anders Öfvergård och Cecilia Ehrling Danermark - Tango (Maps) Ikon: Sherlock Holmes

#### Juryns poäng
| Nr | Tävlingspar                                    | Poängsumma |
| -- | ---------------------------------------------- | ---------- |
| 1  | Ellen Bergström och Jonathan Näslund           | 33         |
| 2  | Anja Pärson och Calle Sterner                  | 31         |
| 3  | Samir Badran och Sigrid Bernson                | 30         |
| 4  | Jesper Blomqvist och Malin Watson              | 33         |
| 5  | Stina Wollter och Tobias Bader                 | 22         |
| 6  | Anders Öfvergård och Cecilia Ehrling Danermark | 34         |

#### Utröstningen
Listar de två par som erhöll minst tittar- och juryröster under programmet.

Den av dessa två som är markerad med mörkgrå färg är den som tvingats lämna tävlingen (den till vänster)". 
| Lägst antal poäng               |                                                |
| Samir Badran och Sigrid Bernson | Anders Öfvergård och Cecilia Ehrling Danermark |

### Program 7
Sändes den 21 april 2017.Temat för kvällen var film. Deltagarna dansade två danser var, båda enligt samma tema. 
Danser som dansades i sjunde programmet var quickstep, american smooth, samba och rumba.
Deltagarna nedan står angivna efter startordning  
Dans 1
1. Jesper Blomqvist och Malin Watson -Quickstep (Me and Julio Down by the Schoolyard) Film: The Royal Tenenbaums
2. Stina Wollter och Tobias Bader - Samba (When You're Good To Mama) Film: Chicago
3. Anders Öfvergård och Cecilia Ehrling Danermark - American smooth (Goldfinger) Film: Goldfinger
4. Anja Pärson och Calle Sterner - Rumba (I Don't Wanna Live Forever) Film: Fifty Shades Darker
5. Ellen Bergström och Jonathan Näslund - American smooth (Ain't No Mountain High Enough) Film: Bridget Jones dagbok

Dans 2
1. Jesper Blomqvist och Malin Watson - Spider-man
2. Stina Wollter och Tobias Bader - Sex and the city
3. Anders Öfvergård och Cecilia Ehrling Danermark -Easy Rider
4. Anja Pärson och Calle Sterner - Flashdance
5. Ellen Bergström och Jonathan Näslund - Aladdin

#### Juryns poäng
| Nr | Tävlingspar                                    | Poängsumma |
| -- | ---------------------------------------------- | ---------- |
| 1  | Jesper Blomqvist och Malin Watson              | 27         |
| 2  | Stina Wollter och Tobias Bader                 | 26         |
| 3  | Anders Öfvergård och Cecilia Ehrling Danermark | 29         |
| 4  | Anja Pärson och Calle Sterner                  | 39         |
| 5  | Ellen Bergström och Jonathan Näslund           | 33         |

#### Utröstningen
Listar de två par som erhöll minst tittar- och juryröster under programmet.

Den av dessa två som är markerad med mörkgrå färg är den som tvingats lämna tävlingen (den till vänster)". 
| Lägst antal poäng                              |                                   |
| Anders Öfvergård och Cecilia Ehrling Danermark | Jesper Blomqvist och Malin Watson |

### Program 8
Sändes den 28 april 2017.
Temat för kvällen var idoler samt de fyra elementen. 
Deltagarna nedan står angivna efter startordning.
Dans 1
1. Anja Pärson och Calle Sterner - Tango (As I Lay Me Down)
2. Ellen Bergström och Jonathan Näslund - Cha cha (Vandraren)
3. Jesper Blomqvist och Malin Watson - Rumba (Diggi loo diggi ley)
4. Stina Wollter och Tobias Bader - American smooth (This Is My Land)

Dans 2
1. Anja Pärson och Calle Sterner - Vatten (Cold Water)
2. Ellen Bergström och Jonathan Näslund - Eld (Feeling Hot)
3. Jesper Blomqvist och Malin Watson - Luft (Fångad av en stormvind)
4. Stina Wollter och Tobias Bader - Jord (River Deep Mountain High)

#### Juryns poäng
| Nr | Tävlingspar                          | Poängsumma |
| -- | ------------------------------------ | ---------- |
| 1  | Anja Pärson och Calle Sterner        | 27+26=53   |
| 2  | Ellen Bergström och Jonathan Näslund | 30+27=57   |
| 3  | Jesper Blomqvist och Malin Watson    | 26+30=56   |
| 4  | Stina Wollter och Tobias Bader       | 22+26=48   |

#### Utröstningen
De två par som erhöll minst tittar- och juryröster under programmet var Stina Wollter och Tobias Bader samt Ellen Bergström och Jonathan Näslund. 

### Program 9
Sändes den 5 maj 2017. Temat för kvällen var jazz, hiphop, disco samt revanschdans.
Deltagarna nedan står angivna efter startordning.
Dans 1
1. Jesper Blomqvist och Malin Watson - Disco (Boogie Wonderland)
2. Anja Pärson och Calle Sterner - Jazz (It don't mean a thing - if i ain't got that swing)
3. Ellen Bergström och Jonathan Näslund - HipHop (Dynamite)

Dans 2
1. Jesper Blomqvist och Malin Watson - Cha cha (När vi gräver guld i USA)
2. Anja Pärson och Calle Sterner - American smooth (Vita vidder)
3. Ellen Bergström och Jonathan Näslund - Samba (This One's For You)

#### Juryns poäng
| Nr | Tävlingspar                          | Poängsumma |
| -- | ------------------------------------ | ---------- |
| 1  | Jesper Blomqvist och Malin Watson    | 29+28=57   |
| 2  | Anja Pärson och Calle Sterner        | 29+26=55   |
| 3  | Ellen Bergström och Jonathan Näslund | 29+27=56   |

#### Utröstningen
Minst tittar- och juryröster under programmet: Ellen Bergström och Jonathan Näslund

### Finalen
Sändes den 12 maj 2017. Under kvällen dansade dansparen tre danser var. De första två danserna var parens bästa danser och den tredje dansen var ett shownummer. 
Deltagare var Anja Pärson och Calle Sterner med Shownummer (Proud Mary) samt Jesper Blomqvist och Malin Watson med Shownummer (Abba-medley). Vinnare blev
Jesper Blomqvist och Malin Watson.